# 빅토르 마진
빅토르 이바노비치 마진(러시아어: Ви́ктор Ива́нович Ма́зин, 1954년 6월 18일~2022년 1월 8일)은 소련의 역도 선수로 소련 모스크바에서 열린 1980년 하계 올림픽에 참가하여 금메달을 땄다.

## 선수 경력
마진은 전무후무한 국제 대회였던 1980년 하계 올림픽에 출전했다. 그는 60 kg급에 출전해 금메달을 땄다.